# Campeonato Argentino de Futebol de 1950
O Campeonato Argentino de Futebol de 1950 foi a vigésima temporada da era profissional da Primeira Divisão do futebol argentino. O certame foi disputado em dois turnos de todos contra todos, entre 2 de abril e 10 de dezembro. O Racing Club sagrou-se campeão argentino, pela décima primeira vez.

## Participantes
| Equipe             | Cidade       |
| ------------------ | ------------ |
| Atlanta            | Buenos Aires |
| Banfield           | Banfield     |
| Boca Juniors       | Buenos Aires |
| Chacarita Juniors  | Villa Maipú  |
| Estudiantes        | La Plata     |
| Ferro Carril Oeste | Buenos Aires |
| Gimnasia y Esgrima | La Plata     |
| Huracán            | Buenos Aires |
| Independiente      | Avellaneda   |
| Newell's Old Boys  | Rosario      |
| Platense           | Buenos Aires |
| Quilmes            | Quilmes      |
| Racing Club        | Avellaneda   |
| River Plate        | Buenos Aires |
| Rosario Central    | Rosario      |
| San Lorenzo        | Buenos Aires |
| Tigre              | Victoria     |
| Vélez Sarsfield    | Buenos Aires |

## Classificação final
| Pos | Equipes               | J  | V  | E  | D  | GM | GS | Pts |
| --- | --------------------- | -- | -- | -- | -- | -- | -- | --- |
| 1   | Racing Club           | 34 | 23 | 1  | 10 | 86 | 48 | 47  |
| 2   | Boca Juniors          | 34 | 15 | 9  | 10 | 59 | 46 | 39  |
| 2   | Independiente         | 34 | 18 | 3  | 13 | 69 | 55 | 39  |
| 4   | River Plate           | 34 | 15 | 8  | 11 | 68 | 57 | 38  |
| 5   | San Lorenzo           | 34 | 15 | 7  | 12 | 77 | 60 | 37  |
| 6   | Estudiantes LP        | 34 | 14 | 8  | 12 | 57 | 61 | 36  |
| 7   | Banfield              | 34 | 12 | 11 | 11 | 60 | 51 | 35  |
| 8   | Chacarita Juniors     | 34 | 13 | 8  | 13 | 54 | 54 | 34  |
| 8   | Platense              | 34 | 11 | 12 | 11 | 66 | 74 | 34  |
| 10  | Vélez Sarsfield       | 34 | 14 | 5  | 15 | 47 | 58 | 33  |
| 11  | Newell's Old Boys     | 34 | 13 | 6  | 15 | 58 | 53 | 32  |
| 11  | Gimnasia y Esgrima LP | 34 | 11 | 10 | 13 | 59 | 56 | 32  |
| 11  | Ferro Carril Oeste    | 34 | 10 | 12 | 12 | 53 | 60 | 32  |
| 14  | Atlanta               | 34 | 12 | 7  | 15 | 58 | 73 | 31  |
| 15  | Quilmes               | 34 | 11 | 8  | 15 | 57 | 65 | 30  |
| 16  | Huracán               | 34 | 12 | 5  | 17 | 54 | 65 | 29  |
| 16  | Tigre                 | 34 | 10 | 9  | 15 | 51 | 79 | 29  |
| 18  | Rosario Central       | 34 | 9  | 7  | 18 | 52 | 70 | 25  |

|  |                                                                       |
|  | Campeão.                                                              |
|  | Disputaram uma partida desempate para determinar o segundo colocado.  |
|  | Disputaram uma partida desempate para determinar o segundo rebaixado. |
|  | Rebaixado.                                                            |

## Desempate do segundo lugar
| Partida desempate | Partida desempate | Partida desempate | Partida desempate | Partida desempate | Partida desempate |
| Equipe 1 | Resultado         | Equipe 2          | Estádio           | Data              |                   |
| --- | ----------------- | ----------------- | ----------------- | ----------------- | ----------------- |
| Boca Juniors | 2 - 3             | Independiente     | Monumental        | 3 de dezembro     |                   |
| Independiente | 2 - 3             | Boca Juniors      | El Cilindro       | 8 de dezembro     |                   |
| Boca Juniors | 3 - 3             | Independiente     | El Cilindro       | 10 de dezembro    |                   |
| O Boca Juniors ficou na segunda colocação devido ao melhor saldo de gols (1,24 contra 1,22), na tabela acumulada do ano (campeonato mais as partidas desempate). |                   |                   |                   |                   |                   |